# Mitsubishi F-15J
Mitsubishi F-15J/DJ Eagle là một loại máy bay tiêm kích đánh chặn mọi thời tiết, hai động cơ được chế tạo dựa trên loại máy bay McDonnell Douglas F-15 Eagle, F-15J/DJ được hãng Mitsubishi Heavy Industries chế tạo theo li-xăng để trang bị cho Lực lượng phòng vệ trên không Nhật Bản (JASDF). Các biến thể F-15DJ và F-15J Kai xuất hiện sau này. Nhật là khách hàng nước ngoài lớn nhất của F-15 Eagle. Ngoài nhiệm vụ chiến đấu F-15DJ còn đóng vai trò làm máy bay huấn luyện. F-15J Kai là một phiên bản hiện đại hóa của F-15J.

## Phát triển
Vào tháng 6, tháng 7 năm 1975, Cơ quan phòng vệ Nhật Bản (JDA, giờ là Bộ quốc phòng) kiểm tra McDonnell Douglas F-15 Eagle là một trong 13 ứng cử viên thay thế loại tiêm kích F-104J/DJ Starfighter và F-4EJ Phantom II. Một chiếc F-15C một chỗ và một chiếc F-15D hai chỗ được thử nghiệm đánh giá tại Căn cứ không quân (AFB) Edwards, vào tháng 12 cùng năm, F-15 được tuyên bố thắng cuộc, chính phủ Nhật dự kiến mua 187 chiếc F-15J/DJ. Tháng 4/1978, hãng Mitsubishi Heavy Industries được chỉ định làm nhà thầu chính và hãng chế tạo F-15C/D dựa trên giấy phép nhận được từ Mỹ.
Sau khi Quốc hội Mỹ xem xét hợp đồng này, Bộ quốc phòng Mỹ (DoD) quyết định không cung cấp li-xăng sản xuất các hệ thống điện tử và tác chiến điện tử cho Nhật Bản. Ban đầu, máy bay được sản xuất ở Mỹ và xuất khẩu sang Nhật. Việc sản xuất xuất khẩu ban đầu này đã góp phần phát triển nền công nghiệp sản xuất máy bay quân sự nói riêng cũng như nền công nghiệp quốc phòng của Nhật Bản, nó tạo điều kiện thuận lợi cho các cơ sở sản xuất máy bay đạt được mục tiêu sản xuất máy bay tiêm kích cho nhu cầu quốc phòng của Nhật.
Lực lượng phòng vệ trên không Nhật Bản nhận được 203 chiếc F-15J và 20 chiếc F-15DJ, trong đó có 2 chiếc F-15J và 12 chiếc F-15DJ do McDonnell Douglas chế tạo ở St. Louis, Missouri. Được đặt tên là "Peace Eagle" bởi chương trình FMS (Foreign Military Sales - xuất khẩu vũ khí theo các thỏa thuận cấp chính phủ) của DoD, chiếc F-15J đầu tiên chế tạo ở St. Louis được chuyển tới cho Không quân Mỹ để thử nghiệm bay, chuyến bay đầu tiên diễn ra vào ngày 4/6/1980, và được chuyển đến Nhật vào ngày 15/7 cùng năm. Ngoài ra, 8 chiếc F-15J cũng được sản xuất theo từng bộ phận và chuyển lên tàu đưa đến Nhật để công đoạn lắp ráp cuối cùng do hãng Komaki của Mitsubishi thực hiện, các chuyến bay đầu tiên được thực hiện vào ngày 26/8/1981 (số seri 12–8803). Các công ty của Nhật được phân công chế tạo từng bộ phận theo li-xăng từ năm 1981 và công đoạn lắp ráp cuối cùng do Mitsubishi thực hiện.
Năm 1980, chính phủ Nhật mong muốn được tiếp cận với các công nghệ tiên tiến của Mỹ thông qua Diễn đàn Mỹ-Nhật (S&TF) nhưng bị Mỹ từ chối. JDA và DoD đã tổ chức các cuộc họp hàng năm để nới lỏng các quy định sau khi một chương trình được khởi động. Trong các cuộc họp đó, quan chức DoD đưa ra các câu trả lời cho phép phía Nhật tiếp cận các công nghệ mà ban đầu bị cấm, trong đó có cả công nghệ vật liệu composite.
Vào cuối năm 1981, chiếc F-15J/DJ đầu tiên được gửi đến Phi đoàn 202, đơn vị này được tổ chức lại thành đơn vị huấn luyện chuyển đổi phi công lái Eagle và đổi tên thành Phi đoàn huấn luyện bay 23 đóng tại căn cứ Nyutabaru từ ngày 21/12/1982. JASDF phát triển một kế hoạch để hình thành phi đoàn đầu tiên sau khi xảy ra vụ chuyến bay KAL007 bị một chiếc Su-15 của Liên Xô bắn rơi khi đang xâm phạm không phận của Liên Xô vào ngày 1/9/1983. Tháng 4/1984, những chiếc F-15J mới bắt đầu được trang bị cho Phi đoàn 203 đóng tại căn cứ Chitose, căn cứ này nằm trên eo biển La Pérouse gần với căn cứ máy bay tiêm kích của Liên Xô trên đảo Sakhalin.

## Biến thể
F-15J
Phiên bản tiêm kích một chỗ cho Lực lượng phòng vệ trên không Nhật Bản, 139 chiếc được hãng Mitsubishi chế tạo theo li-xăng trong giai đoạn 1981-97, 2 chiếc được chế tạo ở St. Louis.
F-15DJ
Phiên bản huấn luyện 2 chỗ cho Lực lượng phòng vệ trên không Nhật Bản. 12 chiếc được chế tạo ở St. Louis, 25 chiếc do Mitsubishi chế tạo trong giai đoạn 1981-97.
F-15J Kai
F-15J được hiện đại hóa, tên thông dụng hơn là F-15 Kai (Kai nghĩa là hiện đại hóa), nó không có tên gọi chính thức.

## Quốc gia sử dụng

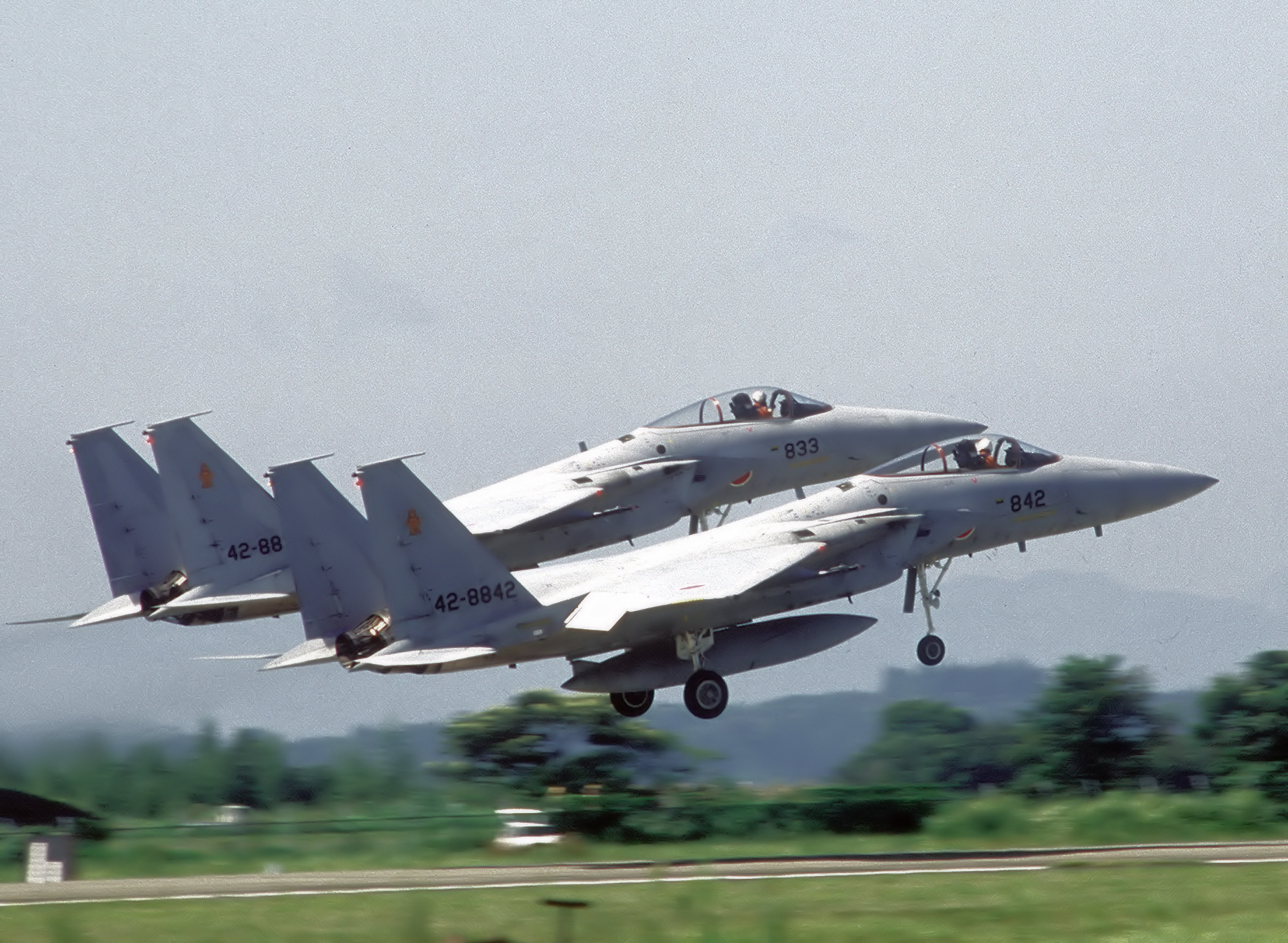
2 chiếc F-15J Eagles thuộc TFS số 202, Lực lượng phòng vệ Nhật Bản.

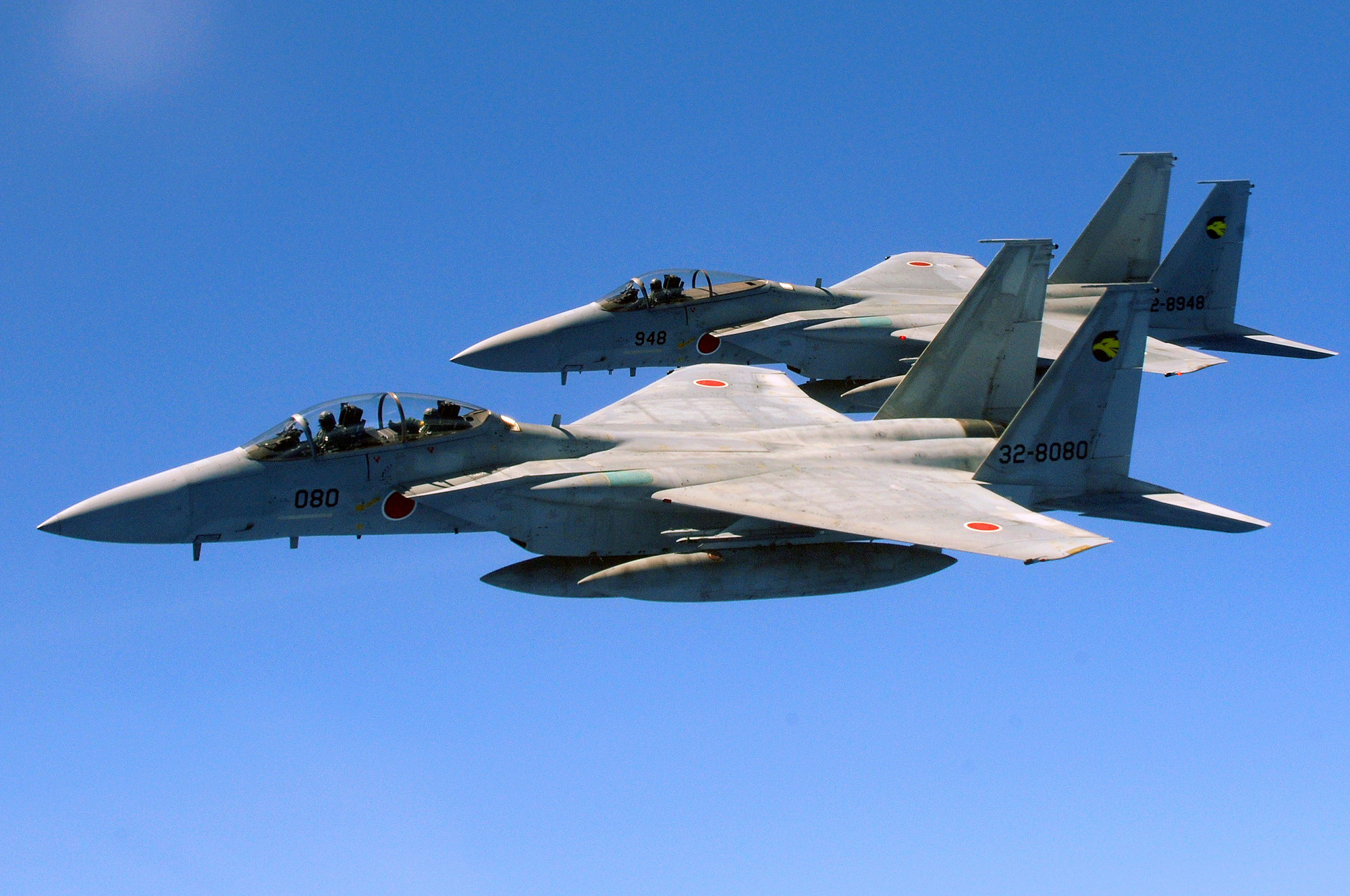
F-15DJ Eagle ở phía ngoài, và F-15J Eagle ở phía trong, thuộc TFS số 306.

- Nhật Bản: Lực lượng phòng vệ Nhật Bản có 157 chiếc F-15J và 45 chiếc F-15DJ tính đến tháng 11/2008.[10][11]
  - Không đoàn 2 đóng tại Căn cứ không quân Chitose
    - Phi đoàn tiêm kích chiến thuật (TFS) 201
    - Phi đoàn tiêm kích chiến thuật 203

  - Không đoàn 6 đóng tại Căn cứ không quân Komatsu
    - Phi đoàn tiêm kích chiến thuật 303
    - Phi đoàn tiêm kích chiến thuật 306

  - Không đoàn 7 đóng tại Căn cứ không quân Hyakuri
    - Phi đoàn tiêm kích chiến thuật 305

  - Không đoàn 8 đóng tại Căn cứ không quân Tsuiki
    - Phi đoàn tiêm kích chiến thuật 304

  - Liên đoàn bay 83 đóng tại Căn cứ không quân Naha
    - Phi đoàn tiêm kích chiến thuật 204

## Tính năng kỹ chiến thuật (F-15J)

### Đặc điểm riêng
- Tổ lái: 1
- Chiều dài: 63 ft 9 in (19,43 m)
- Sải cánh: 42 ft 10 in (13,05 m)
- Chiều cao: 18 ft 6 in (5,63 m)
- Diện tích cánh: 608 ft² (56,5 m²)
- Trọng lượng rỗng: 28.000 lb (12.700 kg)
- Trọng lượng có tải: 44.500 lb (20.200 kg)
- Trọng lượng cất cánh tối đa: 68.000 lb (30.845 kg)
- Động cơ: 2 động cơ phản lực hai luồng có chế độ đốt tăng lực Pratt & Whitney F100-100 hoặc -220
  - Lực đẩy thường: 17.450 lbf (77,62 kN) mỗi chiếc
  - Lực đẩy có tăng lực: 25.000 lbf (111,2 kN) mỗi chiếc
- Sức chứa nhiên liệu bên trong: 13.455 lb (6.100 kg)

### Hiệu suất bay
- Vận tốc cực đại: Mach 2,5+ (1.650+ mph, 2.660+ km/h) trên độ cao lớn, Mach 1,2 (900 mph, 1.450 km/h) ở độ cao thấp
- Trần bay: 65.000 ft (20.000 m)
- Vận tốc lên cao: >50.000 ft/phút (254 m/s)
- Lực nâng của cánh: 73,1 lb/ft² (358 kg/m²)
- Lực đẩy/trọng lượng: 1,12 (−220)

### Vũ khí
- Súng: 1 súng 20 mm M61 Vulcan
- Tên lửa:
  - Mitsubishi AAM-3
  - Mitsubishi AAM-4
  - AIM-9 Sidewinder
  - AIM-7 Sparrow
- Bom: Mk 82, CBU-87

### Máy bay có sự phát triển liên quan
- McDonnell Douglas F-15E Strike Eagle

### Máy bay có tính năng tương đương
- Mikoyan MiG-29
- Panavia Tornado ADV
- Saab 37 Viggen
- Shenyang J-8II
- Sukhoi Su-27

### Danh sách khác
- Danh sách máy bay quân sự của Nhật Bản